# Federico Martín Aramburú
Pour les articles homonymes, voir Aramburu.
Pas d'image ? Cliquez ici

a Compétitions nationales et continentales officielles uniquement.

b Matchs officiels uniquement.
Dernière mise à jour le 23 février 2024.
Federico Martín Aramburú, né le 20 janvier 1980 à La Plata (Argentine) et assassiné le 19 mars 2022 à Paris, est un joueur international argentin de rugby à XV.
Évoluant aux postes de centre et d'ailier, il effectue la majeure partie de sa carrière en France, notamment au Biarritz olympique Pays basque avec qui il est sacré champion de France à deux reprises, avant de jouer pour l'USA Perpignan et l'US Dax, puis les Glasgow Warriors.
En équipe nationale, il porte le maillot argentin à vingt-deux reprises, disputant la Coupe du monde en 2007, que l'Argentine termine troisième après avoir battu la France en finale de bronze.
Après une altercation, puis une bagarre dans un bar parisien du boulevard Saint-Germain, il est tué dans la rue de plusieurs balles dans le dos. Les suspects, placés en détention provisoire durant l'instruction de l'affaire, sont deux militants d'extrême droite.

## Biographie

### Origines familiales et formation
La mère de Federico, Cecilia Aramburu, d'ascendance basque, aurait un ancêtre parti de Bayonne (Pyrénées-Atlantiques) en 1850.

### Carrière en club
Federico Martín Aramburú commence sa carrière sportive au Club Atlético San Isidro, club du Grand Buenos Aires en Argentine.
Il arrive en France en 2004 pour jouer au Biarritz olympique en Top 16, rejoignant son compatriote Martín Gaitán,. Il joue deux saisons avec le club, avec qui il remporte deux titres de champion de France. Il est également finaliste de la Coupe d'Europe en 2006, étant remplaçant au coup d'envoi.
En 2006, Federico Martín Aramburú rejoint l'USA Perpignan dans le même championnat. Deux saisons plus tard, il s'engage avec l'US Dax. Il joue deux saisons avec le club landais, malgré la relégation du club en Pro D2 à l'intersaison 2009.
En 2010, il part en Écosse rejoindre les Glasgow Warriors en Celtic League,.
En 2012, Federico Martín Aramburú annonce son départ du club, avec l'intention de mettre un terme à sa carrière, mais effectue une dernière saison en Argentine dans son club d'origine, San Isidro.

### Carrière en équipe nationale
Federico Martín Aramburú joue dans un premier temps avec l'équipe d'Argentine de rugby à sept.
Il obtient sa première sélection avec l'équipe d'Argentine à XV le 25 avril 2004 contre le Chili.
Martín Aramburú fait partie du groupe argentin retenu pour disputer la Coupe du monde 2007 en France. Il joue deux matchs lors de la compétition, face à la Géorgie en poule, et contre la France lors de la petite finale. Il inscrit à chaque fois un essai. Les Pumas terminent troisième de la compétition.
Il joue son dernier match au niveau international le 28 novembre 2009 contre l'Écosse. Avec les Pumas, il accumule un total de vingt-deux sélections, pour huit essais marqués.

### Reconversion (2013-2022)
Federico Martín Aramburú s'installe à Biarritz, où il gère une société de tourisme, Esprit Basque, associé avec un ancien coéquipier, Shaun Hegarty.
En 2015, il est élu président des socios du Biarritz olympique Pays basque, succédant à Nicolas Brusque, président de 2009 à 2015 devenu président du club. En 2018, il présente sa démission à la suite de l'éviction de Nicolas Brusque et de l'arrivée de Benjamin Gufflet à la présidence du BO.

### Vie privée
Federico Martín Aramburú est marié et père de trois enfants,,.

### Assassinat
Alors qu'il séjourne à Paris pour assister au match de rugby France-Angleterre du tournoi des Six Nations 2022, Federico Martín Aramburú est tué, par balles le 19 mars 2022 à l'âge de 42 ans.

#### Circonstances de l’assassinat
Le texte peut changer fréquemment, n’est peut-être pas à jour et peut manquer de recul. 
Le titre et la description de l'acte concerné reposent sur la qualification juridique retenue lors de la rédaction de l'article et peuvent évoluer en même temps que celle-ci.
Le 19 mars 2022, dans un bar du boulevard Saint-Germain, peu avant 6 heures du matin, un homme vient demander quelque chose à deux clients, Loïk Le Priol et Romain Bouvier. Ceux-ci, membres du GUD sont sous contrôle judiciaire et ont notamment l'interdiction de se rencontrer. Selon des témoignages, sa demande est refusée, puis il subit moqueries et humiliation à caractère raciste.
Toujours selon des témoignages, Federico Aramburú et son ancien coéquipier néozélandais, Shaun Hegarty, interpellent les deux clients peu courtois pour leur demander de se calmer. La tension monte, et lorsque Federico Martín Aramburú et Shaun Hegarty décident de quitter le bar, une bagarre éclate. Federico Martín Aramburú est violemment frappé à terre,.
Les antagonistes sont séparés par les videurs du bar et repartent chacun de leur côté. Federico Martín Aramburú et Shaun Hegarty descendent le boulevard Saint-Germain et font halte dans un hôtel pour soulager leurs blessures (œil au beurre noir et entaille à la joue). Alors qu'ils sortent de l'hôtel, Loïk Le Priol et Romain Bouvier arrivent dans une jeep militaire conduite par Lyson Rochemir, compagne de Loïk Le Priol.
Romain Bouvier repère les rubgymen, Lyson Rochemir arrête la jeep et Bouvier avance vers les deux hommes. Il tire à quatre reprises sur Federico Martín Aramburú. Loïk Le Priol arrive peu de temps après en courant et tire six balles dans son dos,.

#### Auteurs présumés
Les trois occupants de l'automobile sont identifiés grâce à des témoins et à des images de vidéosurveillance.
Lyson Rochemir est arrêtée le jour même et placée en garde à vue, mise en examen le 22 mars pour complicité d'assassinat et « refus de remettre la convention de déchiffrement d'un moyen de cryptologie », c'est-à-dire de donner un code de déverrouillage, puis placée en détention provisoire. Elle est libérée sous contrôle judiciaire en décembre.
Loïk Le Priol est interpellé en Hongrie, à proximité de la frontière ukrainienne, dans la nuit du 22 au 23 mars 2022.
Romain Bouvier est interpellé dans la journée du 23 mars à Sablé-sur-Sarthe par la BRI de Nantes.
Le parquet de Paris requiert un procès pour assassinat en aout 2024 contre Loïk Le Priol et Romain Bouvier, et un procès pour une femme et un homme soupçonnés d'être impliqués dans cette affaire.

## Hommages
Un an après son meurtre se rassemblent sur les lieux de sa mort ses proches, des élus et des personnalités du rugby, parmi lesquels plusieurs de ses anciens coéquipiers du Biarritz olympique comme Shaun Hegarty, Thomas Lièvremont, Damien Traille, Imanol Harinordoquy et Thierry Dusautoir, son président d'alors Serge Blanco, et l'international argentin Gonzalo Quesada.
Une fresque est peinte en sa mémoire, située rue du Centre à Biarritz à proximité des halles et inaugurée en juillet 2023. Elle retrace sa vie, au travers de sa carrière sportive ainsi que plusieurs éléments relatifs à Biarritz et au Pays basque où il s'était installé.
L'équipe vétéran Archiball Côte basque, rassemblant des anciens joueurs de clubs basques et dont Aramburú était membre, met en place annuellement en son honneur un match commémoratif, la veille des fêtes de San Fermín à Pampelune, disputé contre des clubs espagnols.

## Palmarès
Avec le Biarritz olympique Pays basque : 
- Championnat de France :
  - Champion (2) : 2005 et 2006
- Coupe d'Europe :
  - Finaliste (1) : 2006

## Statistiques en équipe nationale
Federico Martín Aramburú obtient 22 sélections internationales en équipe d'Argentine entre le 25 avril 2004 contre le Chili et le 28 novembre 2009 contre l'Écosse. Il inscrit 40 points, huit essais.
Il obtient 7 sélections en 2004, 4 en 2005, 1 en 2006, 2 en 2007, 6 en 2008, 2 en 2009.